# Bebrina
Bebrina je vesnice a správní středisko stejnojmenné opčiny v Chorvatsku v Brodsko-posávské župě. Nachází se blízko bosenských hranic, asi 16 km jihozápadně od Slavonského Brodu. V roce 2011 žilo v Bebrině 494 obyvatel, v celé opčině pak 3 252 obyvatel.
Součástí opčiny je celkem sedm trvale obydlených vesnic. Ačkoliv je střediskem opčiny Bebrina, jejím největším sídlem je Kaniža, druhým největším sídlem je Šumeće a Bebrina je až třetím největším sídlem.
- Banovci – 357 obyvatel
- Bebrina – 494 obyvatel
- Dubočac – 202 obyvatel
- Kaniža – 808 obyvatel
- Stupnički Kuti – 384 obyvatel
- Šumeće – 580 obyvatel
- Zbjeg – 427 obyvatel

Opčinou procházejí župní silnice Ž4205 a Ž4228, severně od ní prochází dálnice A3. Severně se nachází rybníky Jasinje a protéká řeka Mrsunja, jižně na bosenské hranici protéká řeka Sáva. Samotná Bebrina leží v přírodní oblasti známé jako Jelas Polje.